# Ciudad Lerdo
Ciudad Lerdo ist eine Stadt im nordöstlichen Teil des mexikanischen Bundesstaates Durango. Sie dient als Gemeindesitz für die umliegende Municipio Lerdo mit dem gleichen Namen.
Sie liegt an der Grenze zum südöstlichen Bundesstaat Coahuila. Im Jahr 2020 hatte die Stadt Lerdo 96.243 Einwohner, im Vergleich zu 71.373 Einwohnern im Jahr 2005. Der Municipio Lerdo hatte 163.313 Einwohner. Diese Gemeinde hat eine Fläche von ca. 2000 km². Sie ist Teil eines größeren Ballungsraumes, der die Municipio Torreón und Municipio Matamoros in Coahuila sowie die Municipio Gómez Palacio in Durango umfasst.
Die Stadt verfügt über eine üppige Vegetation, hat aber ein trockenes Klima. Ciudad Lerdo ist bekannt für seine Parks, Gärten und Eiscreme, die mit frischer Milch aus lokalen Molkereien hergestellt wird.

## Demografie
Bei der Volkszählung 2020 hatte die Stadt eine Einwohnerzahl von 96.243, wovon 47.203 männlich und 49.040 weiblich waren. Die Alphabetisierungsrate lag bei 98,8 %. Von der Bevölkerung waren 80,7 % römisch-katholisch, 11,8 % protestantisch und 7,4 % ohne Religion.
| Jahr | Einwohner¹ |
| ---- | ---------- |
| 2000 | 58.862     |
| 2005 | 71.373     |
| 2010 | 79.669     |
| 2020 | 96.243     |

¹ 2000 – 2020: Volkszählungsergebnisse

## Partnerstädte
- Las Cruces, New Mexico

## Persönlichkeiten
- Néstor Mesta Chayres (1908–1971), Opernsänger